# PAT – Mit Eltern lernen
PAT – Mit Eltern Lernen ist ein präventives Förderprogramm für Kleinkinder aus Familien in psychosozialen Risikosituationen.
Hauptziel von PAT – Mit Eltern Lernen ist es, die gesunde, altersgemässe Entwicklung von Kindern ab Geburt zu fördern, um spätere Lern- und Verhaltensprobleme in der Schule möglichst vorzubeugen.

## Herkunft und Umsetzung
Das Förderprogramm wurde mit dem Namen „Parents As Teachers“ (PAT) in den frühen 1980er Jahren in Missouri USA entwickelt, um die Schulfähigkeit von Kindern aus sozial benachteiligten Familien zu verbessern.
2004 wurde PAT von der AWO Nürnberg nach Deutschland geholt, übersetzt und unter dem Namen PAT – Mit Eltern Lernen an deutsche Verhältnisse angepasst.
Seit 2010 wird PAT – Mit Eltern Lernen auch in der Schweiz im Rahmen der longitudinalen Interventionsstudie ZEPPELIN (Zürcher Equity Präventionsprojekt Elternbeteiligung und Integration) eingesetzt.
Dieses Förderprogramm wurde für ZEPPELIN ausgewählt, weil es Wirksamkeitskriterien im Bereich frühkindliche Bildung für Familien in psychosozialen Risikosituationen entspricht, nämlich frühzeitiger Beginn, Kontinuität und Intensität, Individualisierungsmöglichkeiten, Professionalität des Personals, Berücksichtigung der Sprachförderung und niederschwelliger Zugang.
PAT wird auch in Australien, Neuseeland und im Vereinigten Königreich umgesetzt.

## Adressaten
PAT richtet sich an alle jungen Familien, die Unterstützung und Begleitung bei der Erziehung ihrer Kinder brauchen, insbesondere Familien in psychosozialen Risikosituationen wie im Falle alleinerziehender junger Mütter, Arbeitslosigkeit der Eltern, Migration gekoppelt mit sozialer Isolation, finanzielle Probleme, enge Wohnverhältnisse, Sucht und Gewalt.
Gemessen an Qualitätskriterien des Zugangs zu schwer erreichbaren Familien ist PAT geeignet, die Kooperation von Eltern in Risikosituationen zu gewinnen.

## Programmelemente
Im Zentrum stehen regelmäßige Hausbesuche: Eine PAT-Elterntrainerin geht in die Familie im Durchschnitt alle zwei Wochen während drei Jahre, bespricht mit den Eltern die Besonderheiten der jeweiligen Entwicklungsphasen ihres Kindes und unterstützt sie bei Themen, die sich daraus für den Erziehungsalltag ergeben. Ein zweites Programmelement sind die Gruppenangebote für ca. 10 Familien, die einmal im Monat stattfinden und dazu dienen, Erfahrungen auszutauschen, von anderen Eltern zu lernen und das Kind zusammen mit anderen Kindern zu beobachten. Ein drittes Programmelement ist der Aufbau sozialer Netze: PAT schafft Zugänge zu Einrichtungen und Angeboten, wie zum Beispiel Deutschkurse oder zum Bezug von Wohngeld. Schließlich stellt PAT Screenings zur Verfügung, die der Elterntrainerin und den Eltern dabei helfen, Entwicklungsbereiche wie Sehen, Hören, Kognition, Motorik und die Gesundheit des Kindes zu beobachten und kritische Bereiche zu identifizieren, die eine Abklärung durch Experten und evtl. therapeutische Angebote erfordern.

## Ziele des Programms
- Verbesserung der Erziehungskompetenz der Eltern

Beim Hausbesuch wird den Eltern praxisbezogenes, am Kind beobachtbares Wissen über Entwicklungsprozesse vermittelt. Sie bekommen Anregungen, wie sie diese Entwicklung fördern können und lernen, wie ihr eigenes Verhalten mit dem Verhalten des Kindes zusammenhängt.
- Förderung des Aufbaus sicherer Bindungen zwischen Eltern und Kind

Die Elterntrainerin unterstützt die Eltern, die erforderliche Feinfühligkeit für den Umgang mit dem Baby zu entwickeln und bestärkt sie darin, die Signale des Kindes zu verstehen und sensibel sowie prompt darauf einzugehen.
- Förderung von altersgemäßer Schulfähigkeit

Der Bildungsort Familie ist von zentraler Bedeutung in den prägenden ersten Lebensjahren des Kindes. PAT – Mit Eltern Lernen unterstützt die Eltern, eine anregende Umwelt für ihre Kinder zu schaffen, die für die Entwicklung der Lernkompetenz und den Aufbau schulischer Vorläuferfähigkeiten erforderlich ist.
- Reduktion von Kindesmisshandlung und Vernachlässigung

PAT baut präventiv Stützsysteme für junge Familien und vermittelt Wissen und Können im Umgang mit dem Kind. Damit wird erzielt, dass die Erwartungen von Eltern an das Verhalten ihrer Kinder angemessen sind.
- Erhöhung des Wohlergehens der Familie

Die Elterntrainerin hat bei jedem Hausbesuch nicht nur das Kind, sondern das Wohlergehen der gesamten Familie im Blick. In Notfällen wird sie den Eltern helfen, die erforderliche Unterstützung zu erhalten.

## Evaluationsergebnisse
Zwischen 1984 und 2008 wurden in den USA 17 PAT-Evaluations-Studien durchgeführt, überwiegend handelte es sich um Verlaufs-Evaluation und fünf davon liefen in einer experimentellen Versuchsanordnung mit Kontrollgruppendesign. Die Ergebnisse lassen sowohl auf Eltern- wie auch auf Kinderebene weitgehend positiven Effekten erkennen. Dabei profitieren Kinder aus risikobelasteten Familien besonders stark. Zu längerfristigen Wirkungen des Programms auf die spätere Entwicklung der Kinder liegen nur vereinzelt Daten vor, so dass daraus keine verlässlichen Schlüsse gezogen werden können. Nach der letzten großen Replikationsstudie in Missouri ergaben die Resultate immerhin schwache bis moderate Effekte auf die Variable „Schulbereitschaft“ und auf die Leistungen in der 3. Schulklasse. Den Effektivitätsnachweis für Europa soll die Interventionsstudie ZEPPELIN liefen.

## Kritik
PAT ist ein evidenzbasiertes, aber auch ein aufwändiges Frühförderprogramm. Es ist „Elternbildung“ und es ist „Frühe Hilfe“. Es ist konkrete, individuelle Hilfe, Prävention und allgemeine Förderung. Es ist Erziehung und Bildung. Damit bewegt es sich nach der Systematik der Jugendhilfe an einer Schnittstelle, was die Zugangssteuerung und Finanzierung erschwert.